# Мегамашина
Мегамашина — социальная система, составленная из элементов, частей и фрагментов других социальных систем.

## Примеры мегамашин
Мегамашина — это тип организации человеческой деятельности, характерный для функционирования древних и современных цивилизаций. По мегамашинному принципу построены мировые религии, транснациональные корпорации, системы управления межнациональными и общенациональными проектами. Мегамашинный принцип управления осуществляется в сети Интернет, в частности по мегамашинному принципу управляется проект «Википедия».

## Интегральные качества мегамашины
Мегамашина, как и всякая система, обладает множеством интегральных качеств. Однако генезис этих качеств имеет свои особенности. Интегральные качества мегамашин возникают двумя путями:
1) как результат сборки мегамашины;
2) как принцип сборки мегамашины.
Принцип сборки закладывается создателями мегамашины, мегамашина собирается под их контролем, и суть этого контроля состоит в том, чтобы среди множества интегральных качеств мегамашины были такие, которые рассматриваются её создателями как полезные (или целевые). В результате сборки мегамашины она может обрести неожиданные (или несущественные) для её создателей интегральные качества, которые не закладывались создателями в изначальный проект.
Мегамашина функционирует, используя элементы, части и фрагменты систем-доноров, которые при этом остаются в составе систем-доноров и одновременно являются деталями мегамашины. Это позволяет мегамашине опосредованно использовать интегральные качества систем-доноров.